# Лисогірка (Гуменецька сільська громада)
Лисогі́рка (до 1946 р. — Мукша Колубаївська) — село в Україні, у Гуменецькій сільській територіальній громаді Кам'янець-Подільського району Хмельницької області.

## Назва
7 березня 1946 року Президія Верховної Ради Української РСР перейменувала село Мукша-Колубаєвецька у Лисогірку. Назва Мукша-Колубаєвецька походить від річки Мукша та другої частини географічної прив'язки до найближчого значного населеного пункту, цьому випадку Колубаєвець. До слова давнину було декілька подібних назв: Мукша Велика, Мукша-Боришковецька, Мукша-Кульчієвецька, Мукша-Панівецька.

## Географія
Подільське село Лисогірка розташоване біля міста Кам'янець-Подільський є приміським селом, на відстані близько 1 кілометра від міста. Поблизу проходить автошлях Н03 національного значення Житомир — Чернівці. Через Лисогірку протікає річки Мукша, поблизу села проходить кряж Товтр.

### Клімат
Лисогірка знаходяться в межах вологого континентального клімату із теплим літом, але діяльність людини призводить до зміни клімату та глобального потепління. Рівень наповнення річок водою в області становить лише 20 % від необхідного стандарту.

## Історія
Перша згадка в документах про село датована 1770 роком, під назвою Колубаївська Мукша, як присілок Колубаївців.
В 1905 році поруч зі Колубаївською Мукшею існувало окреме село Боришковецька Мукша. На початку XX століття між селами Мукша-Боришковецька та Мукша-Колубаївська існував окремий хутір Роївка (Raiwka), назва походить від слова рій, бо тут була велика пасіка, тепер це південна околиця села Лисогірка.
Внаслідок поразки Визвольних змагань село надовго окуповане російсько-більшовицькими загарбниками.
Радянська окупація принесла колективізацію та розкуркулення, селяни зазнали репресій.
В 1932–1933 селяни села пережили Голодомор.
По закінченню Другої світової війни у 1946—1947 роках село вчергове пережило голодомор.
7 березня 1946 року перейменовано на Лисогірку. Пануючий у тодішньому комунізмі войовничий атеїзм не допускав також використання назв поселень, що в тій чи тій мірі відображали поняття, пов'язані з релігією, церквою, тому були вилучені з ужитку назви, де були згадки про Мукшу - так як існує припущення, що річка Мукша названа в честь богині Мокош.
З 1991 року в складі незалежної України. Після здобуття незалежності України село активно розбудовується у напрямку до селища Першотравневого, що належить до Кам'янця-Подільського. У селі селяться колишні працівники ВАТ «Подільський цемент» та мешканці міста.
З 13 серпня 2015 року шляхом об'єднання Абрикосівської, Великозаліснянської, Голосківської, Гуменецької, Думанівської, Заліської Другої, Нігинської та Супрунковецької сільських рад село увійшло до складу Гуменецької сільської громади. Об'єднання в громаду має створити умови для формування ефективної і відповідальної місцевої влади, яка зможе забезпечити комфортне та безпечне середовище для проживання людей.

## Населення
За переписом населення України 2001 року в селі мешкало 387 осіб.
Згідно перепису 2015 року селі жило 338 осіб, населення села скоротилось на 12,66 % порівняно зі 2001 роком.

### Мова
У селі поширені західноподільська говірка та південноподільська говірка, що відносяться до подільського говору, який належить до південно-західного наріччя.
Розподіл населення за рідною мовою за даними перепису 2001 року:
| Мова       | Кількість | Відсоток |
| ---------- | --------- | -------- |
| українська | 381       | 99.45%   |
| російська  | 6         | 0.55%    |
| Усього     | 387       | 100%     |

## Інфраструктура
На території села діє: дитячий садок, декілька магазинів.

## Природоохоронні території
Село лежить у межах національного природного парку «Подільські Товтри».

## Галерея

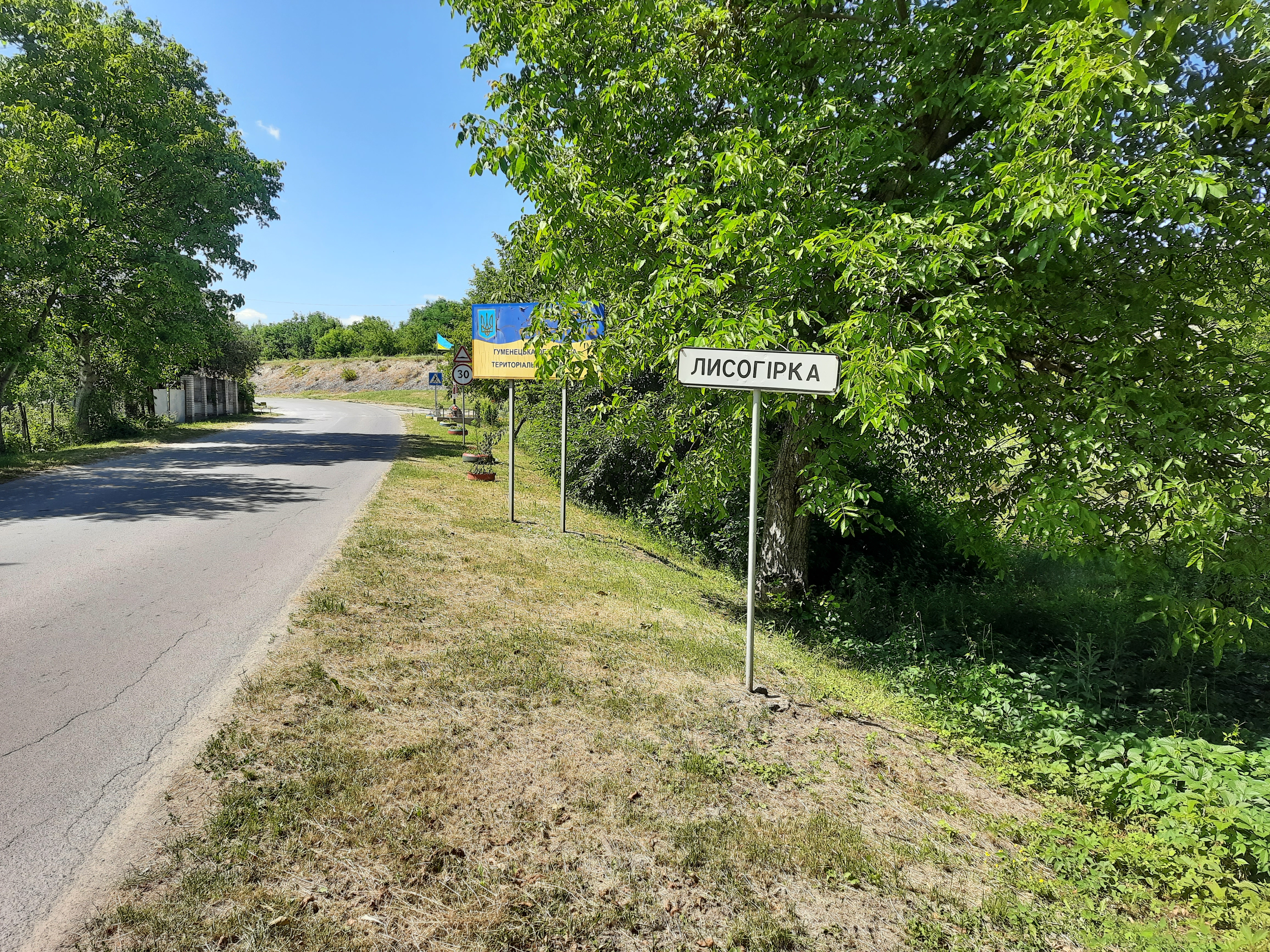
Дорожній знак при в'їзді в село
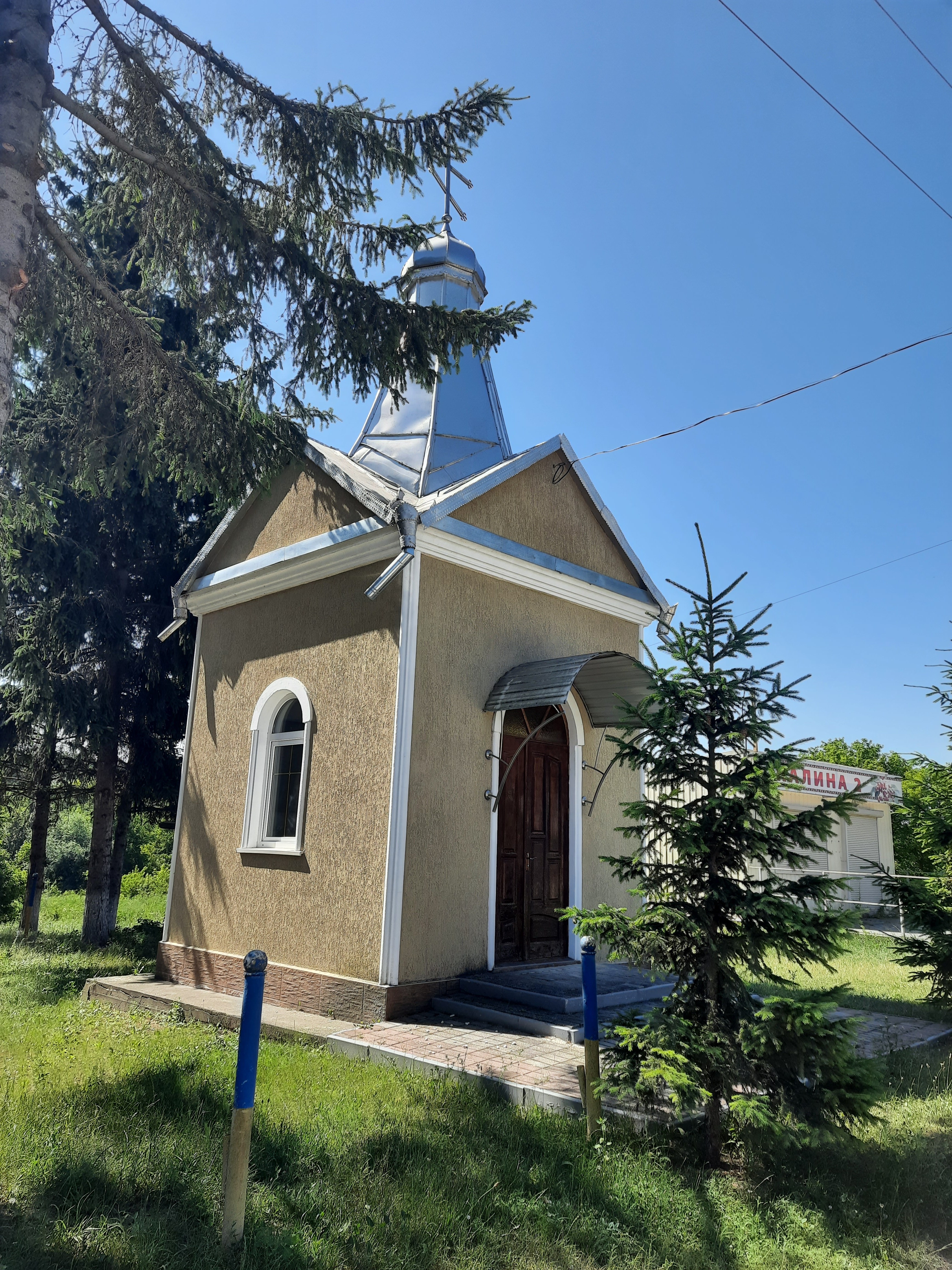
Капличка
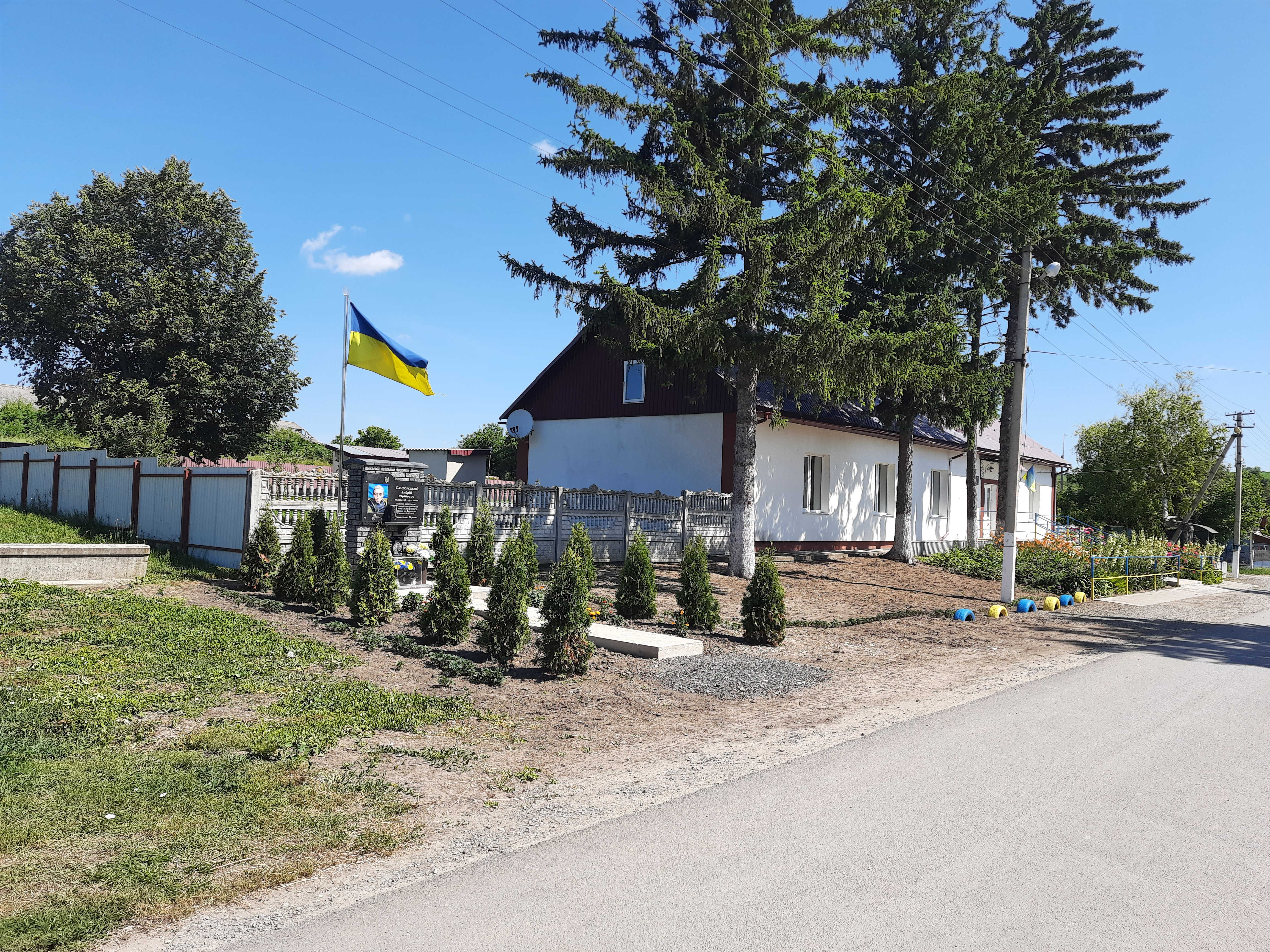
Старостат
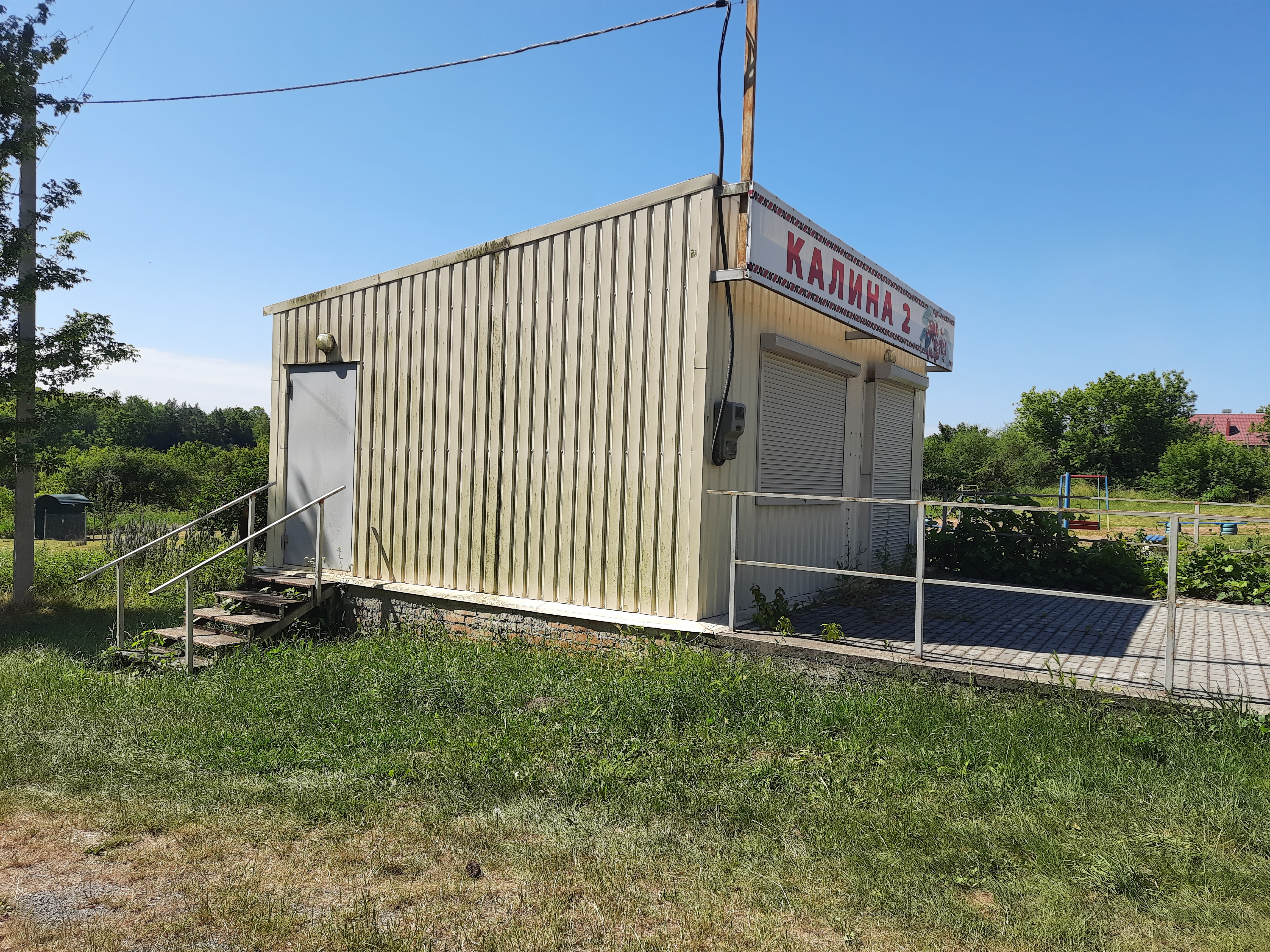
Крамничка
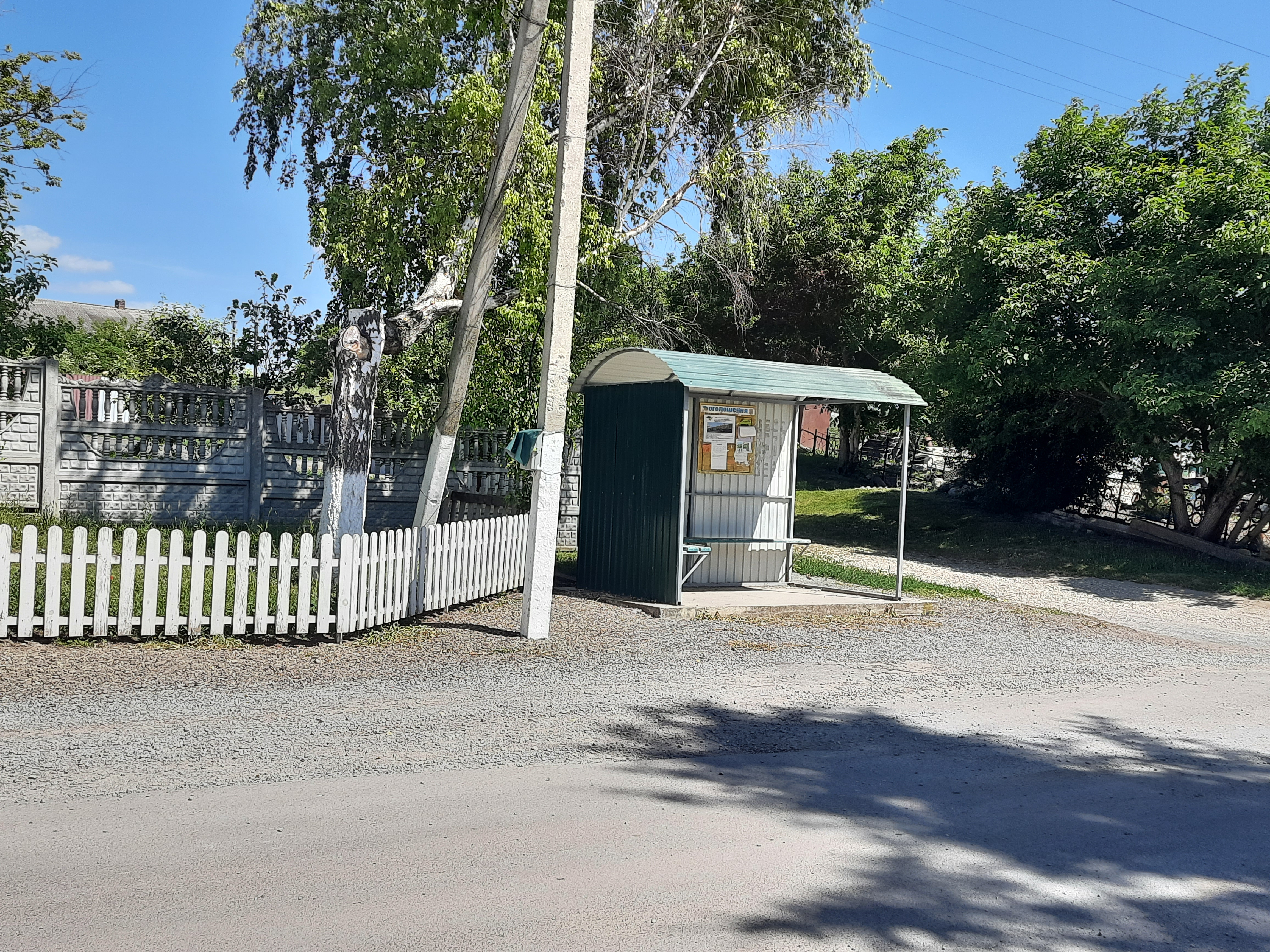
Автобусна зупинка